# Lo spirito dei morti veglia
Lo spirito dei morti veglia (Manao tupapau) è un dipinto del pittore francese Paul Gauguin, realizzato nel 1892 e conservato all'Albright-Knox Art Gallery di Buffalo.

## Descrizione

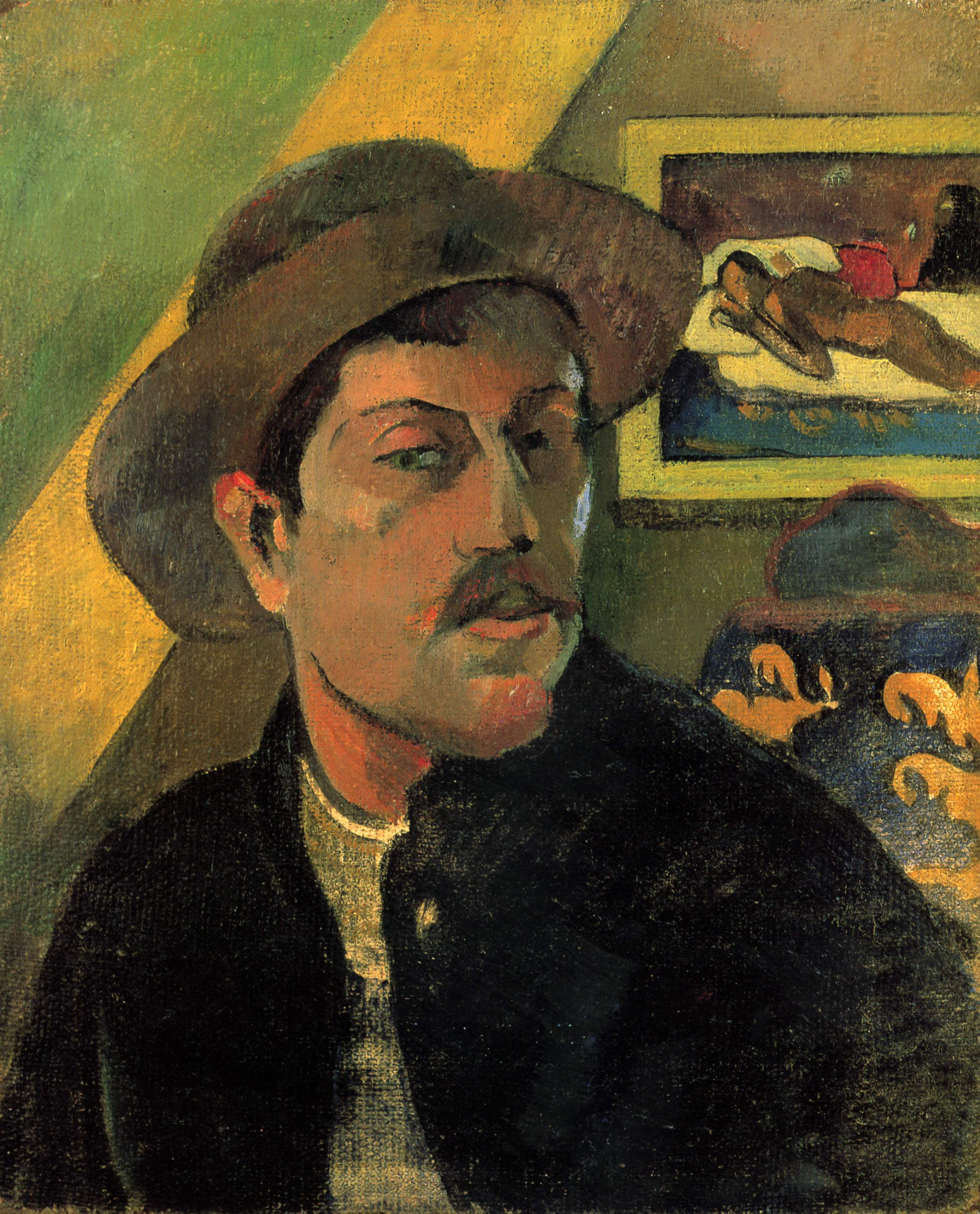
Paul Gauguin, Autoritratto dell'artista con cappello (1893); olio su tela, 45×38 cm, museo d'Orsay, Parigi. Sullo sfondo si scorge Manao tupapau

Sentendosi nauseato dal decadente scalpitio della vie moderne Gauguin nel 1891 abbandonò la mondanità scatenata di Parigi e si rifugiò a Tahiti, in Polinesia, alla ricerca di luoghi dalla bellezza paradisiaca e dal primitivismo mistico ed esotico. Nel felice e fecondo primo soggiorno tahitiano il pittore ebbe una relazione sentimentale con Teha'amana, una giovane ragazza dalla «bellezza animale del primo giorno» e dagli occhi teneri e ingenui animata anche da una brillante intelligenza.
L'opera raffigura proprio Teha'amana distesa prona su un letto disfatto, terrorizzata dall'oscurità che la avvolge. È nuda: la sua carnagione morbida e ambrata rifulge con una gamma di colori caldi e mediterranei, e il suo abito adamitico rinvia a gloriosi modelli dell'arte occidentale, primi fra tutti la Venere di Giorgione e, soprattutto, l'Olympia di Manet. Lo stesso Gauguin aveva potuto ammirare «La Belle Olympia che tanto scandalo causò negli anni passati» all'Exposition Universelle del 1889: mentre, tuttavia, Manet intendeva dipingere una prostituta con crudo realismo, Gauguin con Manao tupapau volle «collaudare una pratica artistica visceralmente fondata sul colore evocativo di sentimenti puri, e su un sintetismo formale frutto non più di un'estemporanea impressione della realtà, ma di una meditata, visionaria, fantastica e iperdecorativa figurazione» (Larcan). Non vi è nulla di erotico in questo nudo femminile, tanto che gli attributi della sua femminilità - il pube e il seno - sono preclusi alla vista dell'osservatore, schiacciati come sono sul lenzuolo.
Con questa «Olympia oceanica», poi, Gauguin intende anche documentare i culti e i costumi tahitiani in un'epoca in cui tale società era avvelenata dall'annessione alla Francia e dall'ingerenza del cattolicesimo, religione secondo il pittore improntata a una tavola di valori antivitale e antitetica allo stato di natura. Stando al giudizio di Gauguin, infatti, il cattolicesimo mediante la nozione di «peccato» avrebbe inibito la danza, la musica e gli altri impulsi primari del popolo tahitiano, nonché corrotto le sorgenti naturali della gioia e del piacere. «Teha’amana non conosce più la storia della sua gente né i suoi dèi» osserva Melania Mazzucco «solo gli spiriti malvagi, che brulicano ovunque e possono manifestarsi in ogni istante». Teha'amana, infatti, non riusciva a dormire a luci spente senza che la sua immaginazione prendesse il sopravvento. Il ventaglio di interpretazioni veicolate dal quadro, dunque, si allarga, e comprende anche le irrazionali paure sofferte dalla ragazza. Non a caso, sulla sinistra, incombe un demone minaccioso circondato da un'aureola che sprigiona tenui fasci di luce, che si irradiano riverberando sui fosforescenti fiori di anona e illuminando l'interno della stanza: è un tupapau, uno spirito dei morti. La fisionomia del tupapau ricorda gli idoli incas, giavanesi e cambogiani o, magari, gli ermetici tiki polinesiani scolpiti in legno e pietra che tanto lo avevano affascinato.

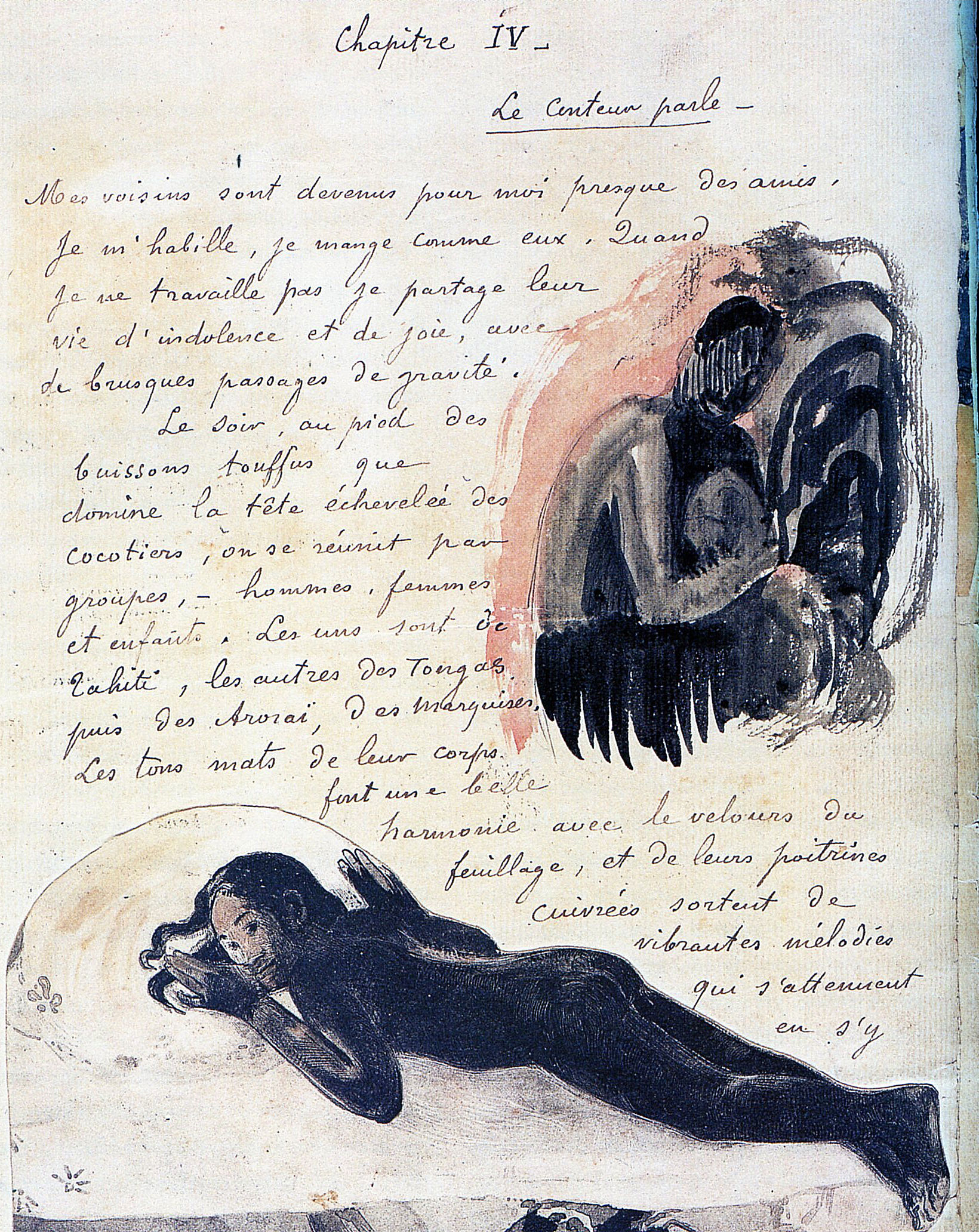
Lettera manoscritta di Gauguin, risalente al 1896-1900, oggi esposta al Louvre

Con la sua presenza intimidatoria, pertanto, il demone sembra alludere all'ineluttabilità della morte e, contemporaneamente, all'inconoscibilità del momento in cui essa giungerà, nonché al peso opprimente con cui essa incombe sulla vita umana. Quest'interpretazione è favorita dal titolo tahitiano del dipinto, Manao tupapau, il quale è volutamente ambiguo e si può tradurre sia in «Lei pensa allo spirito dei morti» che in «Lo spirito dei morti pensa a [veglia su di] lei». Di seguito riportiamo la descrizione che Gauguin fornì dell'opera in Genesi di un quadro:
(Paul Gauguin)